# عبد الحسين صانع همايون
عبد الحسين صانع همايون (وُلد عام ١٢٣٨ في أصفهان، وتوفي عام ١٣٠٠ في أصفهان) هو أحد أبرز الرسامين والمزخرفين في العصر القاجاري. وهو حفيد آقا نجف الأصفهاني أحد أشهر فناني الخط في العصر القاجاري. ترك وراءه أعمالاً قيّمة، بعضها محفوظ في متاحف ومجموعات فنية محلية وأجنبية مختلفة.

## السيرة
عبد الحسين صانع همايون هو ابن محمد كاظم وحفيد آقا نجف الأصفهاني، أحد أشهر خطاطي العصر القاجاري. تعلم أساسيات الرسم من جده (آقا نجف الأصفهاني)، الذي كان رسامًا بارزًا، ثم أكمل دراسته على يد والده (كاظم بن آغا نجف) وأعمامه، الذين كانوا جميعًا فنانين بارزين. كان رسامًا غزير الإنتاج، وتميز بأسلوبه الدقيق في رسم البورتريه، والطيور، والزهور، والطبيعة. ورغم تأثره بأسلوبي "عباس الشيرازي" و"محمد إبراهيم أصفهاني"، إلا أنه اتبع أسلوبًا مميزًا يُعتبر مزيجًا بين الفن الإيراني والغربي. كانت أعماله في الغالب حوامل أقلام، وإطارات مرايا، وأغلفة كتب. كما رسم بورتريهات نسائية رائعة على حوامل الأقلام، بتصاميم نابضة بالحياة.
هناك أيضًا إثنوغرافيا في أعماله، وهي تشمل عددًا أقل. حصل على لقب "صانع همايون" لنشاطه الفني في عهد مظفر الدين شاه.

## الأعمال
ومن أعماله ما يلي: 
- حامل قلم السيدة لاميدا ومرافقيها، يحمل توقيع "عبد الحسين صانع همايون"، صنع سنة 1298
- صورة "جلادين يسحبون لسان رجل من فمه" التقطت في عام 1281.
- حامل قلم لفتاة شبه عارية، يحمل توقيع "عبد الحسين صانع همايون"، صنع عام 1285
- لوحة زيتية لاستقبال الشاه طهماسب لهومايون شاه، موقعة "أصغر أعمال همايون"
- ستارة النبي محمد (ص) والإمام علي (ع)
- صندوق من الشوكولاتة محفوظ في متحف أصفهان للفنون المعاصرة[الإنجليزية].
- وقد بيعت بعض أعماله في مزاد سوثبي في عام 1976.

## الوفاة
تُوفي عبد الحسين صانع همايون في 12 شهر يور 1301 هـ شمسي (1341 هـ قمري / 1922 م) ودُفن في مقبرة تخت الفولاذ (تكية شاهشاهاني). 

## طالع أيضًا
- مدرسة القاجار للرسم
- الحرف اليدوية